# ちはる
ちはる（1970年3月24日 - ）は、日本のタレントである。
千葉県市川市出身。マドモアゼル所属。

## 略歴
- 市川市立第三中学校卒業。千葉県立市川西高等学校中退。
- デビュー時は「須賀千春」と名乗り、1989年頃から「ちはる」名義で活動。
- モデル・女優・歌手活動を経て、1990年代にいわゆるバラドルとしてテレビ・ラジオで活躍。結婚・出産後はタレント活動の傍ら、ファッションやインテリアのデザイン・プロデュース業など幅広い分野で活動中。また、都内でカフェ「CHUM APARTMENT」を経営している。
- 実家は酒屋である。ミモーで有名になった時期に、両親が本人には無断で勝手に「ミモーの店」と看板を掲げていたことがあった。また、日本テレビ「進め!電波少年」のロケで「ピロピロ飲み推薦の店」という看板を、松村邦洋が取り付けに行った事がある。事前にスタジオ収録でちはるが許可しており、逆に知らされていなかった実家の両親も歓迎していた。
- 10代の頃の友人と2012年3月から、「スポンジノアカ」という5人編成のバンドを開始。ちはるはVocalを担当。
- ミモーのリハーサルで、スタッフから「オチをつけてみて」と言われ、パンツ一丁になったことがある。
- 視聴者からミモーは桜井幸子と思われており、実際に視聴者からの投書で「ミモーの桜井をいじめるな」という手紙が来たことが番組内で語られている。
- 愛車は日産・フィガロ。水色だったのをピンクに塗り替えて20年以上乗っている。
- 1994年にTOKYO No.1 SOUL SETの渡辺俊美と結婚し、第一子を出産したが、2010年12月に離婚[2]。息子の親権は渡辺が持つ。
- 2012年11月22日、14歳年下の男性と再婚[2]。
- 2015年6月、NHK「LIFE!〜人生に捧げるコント〜」にてコント出演。25年振りに内村光良とマモーミモーとして復活した。

## 出演

### バラエティ番組
- パオパオチャンネル（テレビ朝日）- 火曜アシスタント
- 笑っていいとも!（フジテレビ、1992年10月 - 1993年3月） - 金曜レギュラー
- ウッチャンナンチャンの誰かがやらねば!（フジテレビ）
- ウッチャンナンチャンのやるならやらねば!（フジテレビ） - 「マモーとミモー」のミモー 役
- ますこっとたわー（TBS、1991年4月 - 1992年3月） - 司会
- ファイト!（NHK教育、1992年4月4日 - 1994年4月2日） - 司会
- どちら様も!!笑ってヨロシク（日本テレビ、1992年頃 - 1994年3月）
- プライスバラエティナンボDEなんぼ（関西テレビ）

### テレビドラマ
- セーラー服通り（TBS、1986年1月10日 - 3月28日） - 生徒役
- 土曜ワイド劇場・西村京太郎トラベルミステリー11（テレビ朝日、1987年7月4日） - 神保直子 役
- 花のあすか組! 第3話「はぐれスケ番ミコ」（フジテレビ、1988年5月2日） - 伊藤光子 役
- ホームワーク（TBS、1992年10月16日 - 12月25日） - 森田恵美 役
- 憎しみに微笑んで（TBS、1993年10月12日 - 12月21日） - 吉岡めぐみ 役
- 世にも奇妙な物語　冬の特別編「ルナティック・ラヴ」（フジテレビ系、1994年） - 田島紀子 役
- 花王 愛の劇場・おーい!ムコどの（TBS、1996年6月3日 - 7月19日） - 素子 役（主役）
- 恋、した。／シンデレラは二度ベルを鳴らす（テレビ東京系、1997年）
- ドラマ30・ナツコイ（TBS、2008年6月30日 - 8月29日） - 後藤由紀子 役（主役）
- 連続テレビドラマ 犬飼さんちの犬（東名阪ネット6、2011年1月 - 4月）
- 土曜ワイド劇場（テレビ朝日）
  - 法医学教室の事件ファイル32（2011年1月22日） - 工藤明菜 役
  - 深層捜査1（2017年3月11日） - 桑山喜和子 役
- 専業主婦探偵〜私はシャドウ 第6話（TBS、2011年11月25日） - 町田由香 役
- 浪花少年探偵団 第11話・最終話（TBS、2012年9月10日・17日） - 田中美代子 役
- ラストホープ（フジテレビ、2013年1月15日 - 3月26日） - 四十谷佐和子 役
- 佐藤家の朝食、鈴木家の夕食（BSジャパン、2013年1月28日） - 佐藤晴子 役
- 月曜ゴールデン・ツインズ〜早乙女兄弟の推理日誌〜（TBS、2014年1月27日） - 山村紀子 役
- アリスの棘 第3話（TBS、2014年4月25日） - 日向智子 役
- ラスト・ドクター〜監察医アキタの検死報告〜 第1話（テレビ東京系、2014年7月11日） - 冴子 役
- ジゴロinシェアハウス（TBSチャンネル、2015年3月13日 - 不明） - 貴島桃子 役[3]
- ドS刑事 第4話（日本テレビ、2015年5月2日） - 真島真美 役

### バラエティ・ドラマ以外のテレビ番組
- 2時ワクッ!（関西テレビ）
- ベストタイム（TBS）
- 中国料理四千年の奥義　宮廷料理（NHK、2003年）
- はぁと日和（RKB毎日放送、2005年4月2日 - 2006年3月25日）
- 生でGONG!X2（FIGHTING TV サムライ）
- 私的チャイナビ（TBS、2007年8月）
- 親と子のTVスクール（NHK教育）
- 趣味悠々（NHK教育）
- 5時に夢中!（TOKYO MX、2011年4月5日 - 9月27日） - 火曜日コメンテーター
- ローカル路線バス乗り継ぎの旅第16弾（テレビ東京、2014年1月4日） - マドンナ

### CM
- コカ・コーラ
- 学生援護会 アルバイト情報マガジン「an」
- ケンタッキーフライドチキン
- グリコ「トマトプリッツ」
- 参天製薬「サンテ40NE」
- 資生堂「ヘアメークシャンプー・リンス ふんわりアップ」
- タケダ「ベンザブロックS」
- サントリー「カクテルシューター」
- ミツカン「味ぽん」
- 花王「トイレマジックリンスプレー」
- ドムドムバーガー「通学電車編」

### 映画
- ひき逃げファミリー（キティ･フィルム・サントリー・アルゴプロジェクト、1992年）
- イン・ザ・プール（日本ヘラルド映画、2005年）監督：三木聡
- パーク アンド ラブホテル（マジックアワー、2008年）監督：熊坂出
- 犬とあなたの物語 いぬのえいが〜バニラのかけら〜（2011年1月22日）監督：江志尚志
- 忘れないと誓ったぼくがいた（日活、2015年3月28日）監督：堀江慶

### ラジオ
- ちはる ハート無防備（TBSラジオ、1991年4月 - 9月）
- ちはるとバカルディのスーパーギャング（TBSラジオ、1991年10月 - 1992年3月） - 月曜パーソナリティ
- ちはるとバカルディのパックインミュージック21（TBSラジオ、1992年4月 - 1993年9月） - 月曜パーソナリティ
- ちはるとバカルディのラジオザウルス（TBSラジオ）
- metro pop（TOKYO FM、2006年4月 - 2007年3月）

### 舞台
- よる芝居こけら落とし公演『かさ』（京橋花月、2008年12月） - 女優・岩崎れいこ 役

## 雑誌連載
- relife+（扶桑社）「ちはるのて」
- ESSE（扶桑社）「ちはるのハナウタ」
- サンキュ!（ベネッセコーポレーション）「熟れたてmango」
- nina's（祥伝社）「植えてみる？」
- ＆home（双葉社）「CHIHARU meets sweet person」

## 著書
- へそのお（1995年3月、ぶんか社)
- love home （2002年5月7日、主婦と生活社）
- loving children （2002年12月7日、主婦と生活社）
- loving cáfes （2003年7月28日、主婦と生活社）
- Lá-bas, Papillon （2004年3月12日、講談社）
- 家 -いえ- （2004年8月2日、オレンジページ）
- 男友達 （2005年3月4日、アスコム）
- おうちあそび （2005年3月10日、ポプラ社）
- to the rooms （2006年2月20日、セブン&アイ出版）
- Boco Deco（2010年4月28日、祥伝社）

## 音楽
レコード
- 不良少女戦線（B面：14才のバイオレンス）（1987年6月5日）

OVA「花のあすか組!」の主題歌（A面はオープニング、B面はエンディング）で、女性3人組グループ「あすか組」としてのレコード。
シングル
- じょうずに効く（1992年10月7日）
- いつも心に"I LOVE YOU"（1993年4月1日）
- スーパースターを夢見て（1993年10月21日）※NHK『みんなのうた』1993年10月 - 11月放送

アルバム
- ちはるのうた（1993年4月1日）
- 嘘みたいな幸せ（1994年3月21日） - ベストアルバム
- スポンジノアカ（2014年6月21日)

バンドPLECTRUMのタカタタイスケをプロデューサーに迎え、自身がボーカルをつとめるバンド『スポンジノアカ』としてリリースしたアルバム。